# This Is Your Land
This Is Your Land is een nummer van de Schotse rockband Simple Minds. Leadzanger Jim Kerr schreef het nummer samen met bandgenoten Charli Burchill (gitaar) en Mick MacNeil (keyboard), terwijl Trevor Horn en Stephen Lipson de productie voor hun rekening namen. Op 10 april 1989 werd het uitgebracht als tweede single van het album Street Fighting Years. Op het nummer zijn gastvocalen van Lou Reed te horen.

## Achtergrond
Het nummer geeft kritiek op milieukwesties. Zanger Jim Kerr zei in gesprek met magazine NME: "Er is een lied genaamd This Is Your Land, wat misschien vreselijk gekunsteld klinkt, maar dat komt waarschijnlijk omdat we het hier hebben opgenomen tussen de elementen zelf, de bergen, de zee en de lucht. Je ziet dit allemaal en dan zie je de kernonderzeeërs langs je raam passeren. Het is obsceen en mensen moeten de leiding nemen over hun land en dit niet laten gebeuren."
De achtergrondzang wordt verzorgd door Lou Reed, een held van de bandleden. Kerr sprak in een interview over de samenwerking: "We slaagden erin hem min of meer te dwingen naar de studio te komen en op een van onze liedjes te zingen. Ik was doodsbang omdat ik de verhalen ook had gehoord. Als iemand je had verteld dat hij moeilijk was, zou dat niet moeilijk voor te stellen zijn, alleen al aan zijn uiterlijk. En dus was ik doodsbang. Maar eigenlijk had hij niet aardiger kunnen zijn."

## Hitnoteringen
This Is Your Land bereikte als hoogste notering de zesde plek van de hitlijst in Ierland en van de Nederlandse Top 40. Hier bleef het één week staan voor het weer wegzakte en in totaal stond het acht weken in de Top 40. Ook in Vlaanderen en Zweden werden de bovenste tien bereikt in de hitlijsten. In hun eigen land het Verenigd Koninkrijk zagen de leden van Simple Minds het nummer komen tot de dertiende plek van de UK Singles Chart.

### Nederlandse Top 40
| Hitnotering: 22-04-1989 t/m 10-06-1989 | Hitnotering: 22-04-1989 t/m 10-06-1989 | Hitnotering: 22-04-1989 t/m 10-06-1989 | Hitnotering: 22-04-1989 t/m 10-06-1989 | Hitnotering: 22-04-1989 t/m 10-06-1989 | Hitnotering: 22-04-1989 t/m 10-06-1989 | Hitnotering: 22-04-1989 t/m 10-06-1989 | Hitnotering: 22-04-1989 t/m 10-06-1989 | Hitnotering: 22-04-1989 t/m 10-06-1989 | Hitnotering: 22-04-1989 t/m 10-06-1989 |
| Week:                                  | 1                                      | 2                                      | 3                                      | 4                                      | 5                                      | 6                                      | 7                                      | 8                                      |                                        |
| -------------------------------------- | -------------------------------------- | -------------------------------------- | -------------------------------------- | -------------------------------------- | -------------------------------------- | -------------------------------------- | -------------------------------------- | -------------------------------------- | -------------------------------------- |
| Positie:                               | 23                                     | 12                                     | 7                                      | 6                                      | 7                                      | 14                                     | 25                                     | 34                                     | uit                                    |